# Balanus mirabilis
Balanus mirabilis is een zeepokkensoort uit de familie van de Balanidae. De wetenschappelijke naam van de soort is voor het eerst geldig gepubliceerd in 1912 door Krüger.